# Rybák běločelý
Rybák běločelý (Sterna striata) je středně velký novozélandský druh rybáka z rodu Sterna, blízce příbuzný rybáku rajskému.

## Popis

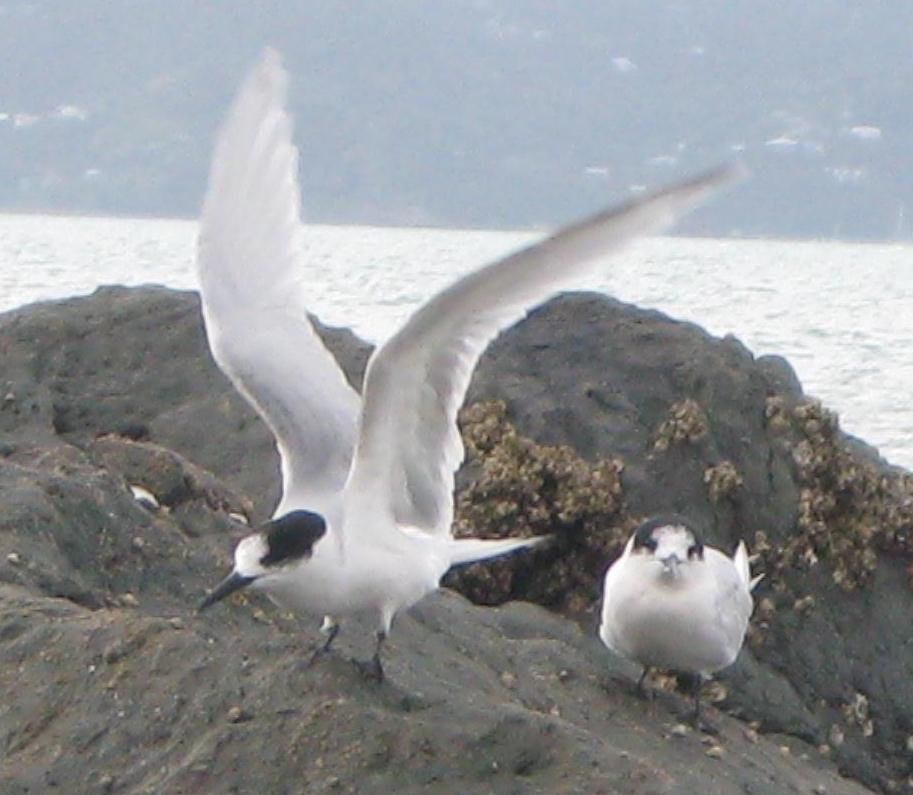
Dospělí ptáci v prostém šatu

Rybák běločelý je typický druh rybáka, s černou čepičkou, bílou spodinou, světle šedým hřbetem a křídly. Od ostatních druhů rybáků se liší tím, že má ve svatebním šatu bílé čelo. Ocas a letky jsou bělavé, krajní letka a ocasní pero jsou černě lemované. Ocas je velmi dlouhý, hluboce vykrojený, u sedících ptáků daleko přesahuje špičky složených křídel. Nohy jsou temně červené, zobák mohutný a černý. V prostém šatu je kromě čela bílá i přední část temene. Mladí ptáci mají výrazně tmavohnědě vlnkovaný hřbet, pera křídel a ocasní pera mají tmavé skvrny na špičkách.

## Rozšíření
Hnízdí na Novém Zélandu a okolních ostrovech; na pobřeží je zde nejhojnějším druhem rybáka. Malé množství ptáků hnízdí také na Tasmánii. Dospělí ptáci se rozptylují v okolí hnízdišť, mladí ptáci táhnou na zimoviště v jihovýchodní Austrálii, vzácně na západ po Adelaide a na sever po Queensland.